# Johan Martin Ferner
Johan Martin Ferner (født Johan Martin Jacobsen 22. juli 1927 i Oslo, død 24. januar 2015) var en norsk forretningsmand. Han var mest kendt som kong Harald 5. af Norges svoger og som prinsesse Astrids ægtemand.

## Olympisk sølv
Som ung var han og broderen Finn Ferner (1920–2001) aktive indenfor sejlsporten. Deres båd vandt sølvmedaljer i 6 meter-klassen ved Sommer-OL 1952 i Helsingfors. I konkurrencen førte de efter de seks første sejladser, men da de i finalesejladsen blot blev nummer fem, rykkede den forsvarende mester fra 1948, amerikaneren Herman Whiton, og hans besætning i Llanoria frem og genvandt guldet med 4870 point mod nordmændenes 4648 point, mens finnerne på tredjepladsen med 3944 point var langt efter. Ud over brødrene Ferner bestod besætningen i den norske Elisabeth X af Carl Mortensen, Erik Heiberg og Tor Arneberg.

## Familie
Johan Martin Ferner blev 12. januar 1961 gift i Asker kirke med prinsesse Astrid. Parret har fem børn og fem børnebørn:
- Cathrine Ferner Johansen (f. 1962) (datter af prinsesse Astrid) (britisk arveret, ingen titel)
- Arild Johansen (Cathrine Ferners mand)
  - Sebastian Ferner Johansen (f. 1990) (søn af Cathrine Ferner Johansen) (britisk arveret, ingen titel)
  - Madeleine Ferner Johansen (f. 1993) (datter af Cathrine Ferner Johansen) (britisk arveret, ingen titel)
- Benedikte Ferner (f. 1963) (datter af prinsesse Astrid, gift to gange, ingen børn) (britisk arveret, ingen titel)
- Alexander Ferner (f. 1965) (søn af prinsesse Astrid) (britisk arveret, ingen titel)
- Margrét Gudmundsdóttir (Alexander Ferners islandske hustru)
  - Edward Ferner (født 28. marts 1996) (søn af Alexander Ferner) (født næsten fire måneder før hans forældre giftede sig 27. juli 1996, ingen titel)
  - Stella Ferner (f. 1998) (datter af Alexander Ferner) (britisk arveret, ingen titel)
- Elisabeth Ferner Beckman (f. 1969) (datter af prinsesse Astrid) (britisk arveret, ingen titel)
- Tom Folke Beckman (Elisabeth Ferners tidligere mand)
  - Benjamin Ferner Beckman (f. 1999) (søn af Elisabeth Ferner Beckman) (britisk arveret, ingen titel)
- Carl-Christian Ferner (f. 1972) (søn af prinsesse Astrid) (britisk arveret, ingen titel).
- Anna-Stina Slattum Ferner (Carl-Christian Ferners hustru). Parret blev gift lørdag den 4. oktober 2014 i Ris Kirke i Oslo (reception på Grand Hotel). Kong Harald, dronning Sonja, kronprins Håkon, kronprinsesse Mette-Marit, prinsesse Märtha Louise og Ari Behn deltog i brylluppet. Det samme gjorde prinsesse Kristine Bernadotte og medlemmer af familierne Ferner og Lorentzen. Anna-Stina Slattum Karlsen (født på Bærum Hospital den 23. februar 1984) er det yngste barn af Reidar Kristian Karlsen og Gerd Solveig Slattum-Karlsen.

Der er kun oplyst nationalitet på ægtefæller, der ikke er født i Norge.

## Udmærkelser
Den 10. februar 2011 udnævnte kongen Ferner til kommandør af Sankt Olavs Orden.